# Deux Minutes de soleil en plus
Pour plus de détails, voir Fiche technique et Distribution.
Deux Minutes de soleil en plus est un film français réalisé par Gérard Vergez, sorti en 1987.

## Synopsis
Une petite ville du Sud de la France. Soleil de plomb, rues désertes. Mal rasé, mal coiffé, Vic est venu, au volant de son 4x4, chercher Cat, sa femme, à sa sortie de l'hôpital psychiatrique où elle a purgé une peine de cinq ans pour avoir tué leur enfant. Est-elle vraiment guérie ?

## Fiche technique
- Titre : Deux minutes de soleil en plus
- Réalisation : Gérard Vergez
- Scénario : Gérard Vergez et Luc Béraud d'après le roman de Francis Ryck
- Photographie : André Diot
- Musique : Michel Portal
- Musique additionnelle : Esther Galil, Georges Bodossian, Gérard Cohen
- Coordinateur des combats et des cascades : Claude Carliez et son équipe
- Société de production : TCA Production, TF1 Films Production et Sofica Créations
- Société de distribution : AMLF (France)
- Genre : drame psychologique
- Durée : 97 minutes
- Date de sortie : 16 mars 1988

## Distribution
- Pauline Lafont : Cat
- Christophe Malavoy : Vic
- Catherine Wilkening : Aïna
- Marc Berman
- Bernadette Lafont
- Rodrigue Rotzen

## Autour du film
C'est le dernier film dans lequel joua Pauline Lafont, décédée accidentellement 5 mois après la sortie de ce film.